# Amesiomima fulvella
Amesiomima fulvella är en tvåvingeart som beskrevs av Louis-Paul Mesnil 1950. Amesiomima fulvella ingår i släktet Amesiomima och familjen parasitflugor.
Artens utbredningsområde är Rwanda. Inga underarter finns listade i Catalogue of Life.